# Kaarli (Rakvere)
Kaarli (Duits: Alt-Sommerhusen) is een plaats in de Estlandse gemeente Rakvere vald, provincie Lääne-Virumaa. De plaats telt 43 inwoners (2021) en heeft de status van dorp (Estisch: küla).
Kaarli lag tot in oktober 2017 in de gemeente Sõmeru. In die maand ging Sõmeru op in de gemeente Rakvere vald.

## Geschiedenis
In 1642 deelden de broers Carl en Heinrich Hastfer het landgoed Sommerhusen in tweeën. Het deel van Carl Hastfer kreeg de naam Alt-Sommerhusen, het deel van Heinrich Hastfer de naam Neu-Sommerhusen. Alt-Sommerhusen werd Kaarli; deze naam is afgeleid van Carl, de voornaam van de eigenaar. Neu-Sommerhusen werd Sõmeru.
Tussen 1804 en de onteigening door het onafhankelijk geworden Estland in 1919 was het landgoed in handen van de familie Vietinghoff. Paul baron Vietinghoff-Scheel was de laatste eigenaar.
Het dorp Kaarli ontstond in 1920 als nederzetting op het inmiddels onteigende landgoed Kaarli. In 1977 kreeg het officieel de status van dorp.
De dichter Friedrich Reinhold Kreutzwald bracht een deel van zijn jeugd (1804-1817) door op het landgoed Kaarli, waar zijn vader beheerder van de graanschuur was. In het park rond de plaats waar vroeger het landhuis van het landgoed Kaarli heeft gestaan, staat sinds 1968 een gedenksteen voor Kreutzwald.